# Полянский, Юрий Иванович (археолог)
Юрий Иванович Полянский (6 марта 1892, с. Жовтанцы (ныне во Львовском районе Львовской области Украины) — 19 августа 1975, Буэнос-Айрес, Аргентина) — украинский геолог, географ и археолог. Участвовал в деятельности УВО, позднее поглощённой ОУН. Офицер УГА. При расколе ОУН поддержал фракцию Степана Бандеры.
В 1939—1941 гг. — профессор Львовского университета. С 30 июня по 1 августа 1941 г. — глава городской управы (бургомистр) Львова. С 1944 г. — в эмиграции в Австрии и Германии, а с 1947 в Аргентине.
С 1958 по 1967 профессор университета в Буэнос-Айресе.